# Markus Schulz
Markus Schulz (Eschwege, 3 de fevereiro de 1975) é um DJ e produtor alemão, que atualmente reside em Miami, Flórida. Ele também é conhecido pelo seu programa de rádio chamado Global DJ Broadcast.

## Produções
Schulz lançou seis compilações e mix de três álbuns com seu próprio nome. Também lançou o álbum  Thoughts Become Things, com o pseudônimo de Dakota. Atráves de seu trabalho como remixador de músicas teve a oportunidade de  trabalhar com Depeche Mode, Madonna, Everything But the Girl, Jewel, Oceanlab, Gabriel & Dresden, Télépopmusik, Fat Boy Slim, Miro, Book of Love, e Blue Amazon.

## Executando
Quando não está em estúdio trabalhando com novas compilações, Schulz mantém uma extensa programação de turnê internacional. Ele também tem uma discoteca em Phoenix, Arizona. Em 28 de outubro de 2009 a DJ Magazine anunciou os resultados do top 100, colocando Schulz em 8º lugar.

## Singles
- 1998  Markus Schulz - You Won’t See Me Cry
- 1999  Dakota - Swirl
- 2002 Dakota - Frozen Time
- 2002 Dakota - Lost in Brixton
- 2003 Markus Schulz presents Elevation - Clear Blue
- 2004 Markus Schulz presents Elevation - Largo
- 2004 Markus Schulz presents Elevation - Somewhere
- 2005 Markus Schulz featuring Anita Kelsey - First Time
- 2005 Markus Schulz and Departure with Gabriel & Dresden - Without You Near
- 2006 Markus Schulz featuring Carrie Skipper - Never be the Same Again
- 2007 Markus Schulz vs. Chakra - I Am
- 2007 Markus Schulz - Fly to Colors
- 2008 Markus Schulz featuring Departure - Cause You Know
- 2008 Markus Schulz featuring Dauby – Perfect
- 2008 Markus Schulz vs. Andy Moor - Daydream
- 2008 Markus Schulz - The New World
- 2009 Dakota - Chinook
- 2009 Dakota - Johnny the Fox
- 2009 Dakota - Sin City
- 2009 Markus Schulz - Do You Dream
- 2009 Dakota - Roxy ’84
- 2009 Dakota - Koolhaus
- 2009 Dakota - Steel Libido
- 2009 Dakota - Mr. Cappuccino
- 2010 Markus Schulz featuring Khaz - Dark Heart Waiting

## Remixes
- 1993 Sagat - Why Is It? Fuk Dat
- 1993 The Movement - Shake That
- 1994 Glenn "Sweet G" Toby - I Can Tell
- 1994 Sweet Sable - Old Times' Sake
- 1994 Transglobal Underground - Temple Head
- 1994 2 Unlimited - Throw The Groove Down
- 1994 Sandra Bernhard - You Make Me Feel
- 1995 Amber McFadden - Do You Want Me
- 1995 Truce - Pump It
- 1995 Real McCoy - Come And Get Your Love
- 1995 Bette Midler - To Deserve You
- 1995 Backstreet Boys - We've Got It Going On
- 1996 Lina Santiago - Feels So Good (Show Me Your Love)
- 1996 Backstreet Boys - Get Down (You're The One For Me)
- 1996 Technotronic - Move It To The Rhythm
- 1996 Madonna - Love Don't Live Here Anymore
- 1996 Liz Torres - Set Yourself Free
- 1996 Armand Van Helden - The Funk Phenomena
- 1996 James Newton Howard - Theme From ER
- 1996 Backstreet Boys - We've Got It Going On
- 1997 RuPaul - A Little Bit Of Love
- 1997 Groove Junkies -
- 1997 Poe - Hello
- 1997 e-N Feat. Ceevox - That Sound
- 1997 Tilly Lilly - Roller Coaster
- 1997 Electronic - Second Nature
- 1997 Blue Amazon - No Other Love
- 1997 LNR - Work It To The Bone
- 1998 Cynthia - If I Had The Chance
- 1998 Vertigo Deluxe - Out Of My Mind
- 1998 The B-52's - Debbie
- 1999 Everything But the Girl - Lullaby Of Clubland
- 1999 Dream Traveler - Time
- 2000 Himmel - Celebrate Life
- 2000 Masters Of Balance - Dreamworld
- 2000 Pablo Gargano - Eurogoal
- 2000 PQM - The Flying Song
- 2000 Aaron Lazarus - Your Time Will Come
- 2001 Pablo Gargano - Absolution
- 2001 Carissa Mondavi - Solid Ground
- 2001 Rouge - Jingalay
- 2001 Daniel Ash - Burning Man
- 2001 Fatboy Slim - Sunset (Bird Of Prey)
- 2001 Luzon - Manilla Sunrise
- 2001 Book Of Love - I Touch Roses
- 2002 Miro - By Your Side
- 2003 Motorcycle - As The Rush Comes
- 2003 Jewel - Intuition
- 2003 Karada - Last Flight
- 2003 Billy Paul Williams - So In Love
- 2003 Jewel - Stand
- 2004 Aly & Fila - Spirit Of Ka
- 2004 George Hales - Autumn Falls
- 2004 Solid Globe - Sahara
- 2004 Filterheadz - Yimanya
- 2004 Plastic Angel - Distorted Reality
- 2004 Clubbervision - Dream Off
- 2004 Kobbe & Austin Leeds - Fusing Love
- 2004 Airwave - Ladyblue
- 2004 Myth - Millionfold
- 2004 OceanLab - Satellite
- 2004 Piece Process - Solar Myth
- 2004 Space Manoeuvres - Stage One
- 2004 Deepsky - Talk Like A Stranger
- 2004 Whirlpool - Under The Sun
- 2005 Tomonari & Tommy Pi - C Sharp 2005
- 2005 Ridgewalkers - Find
- 2005 Departure - She Turns
- 2005 Nalin & Kane - Open Your Eyes (The Child You Are)
- 2006 Kyau & Albert - Are You Fine?
- 2006 Eluna - Severence
- 2006 Yoshimoto - Du What U Du
- 2007 Kamera - Lies
- 2007 Andrew Bennett - Menar
- 2007 Joop - The Future
- 2008 Destination X - Dangerous
- 2008 John O'Callaghan feat. Audrey Gallagher - Big Sky
- 2008 Rank 1 - Airwave
- 2008 Sia - Buttons
- 2008 Mike Foyle - Bittersweet Nightshade
- 2009 Dance 2 Trance - Power of American Natives
- 2009 Jester Music feat. Lavoie - Dressed In White
- 2009 Cosmic Gate - Sign Of The Times
- 2009 Ferry Corsten - Brain Box